# Ziyarides
927 – XIe siècle
Entités précédentes :
- Samanides

Entités suivantes :
- Ghaznévides

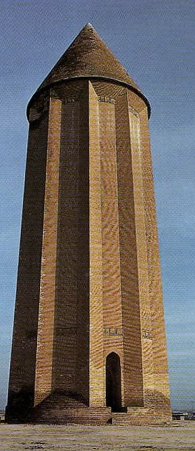
Mausolée de Qâbûs bin Vushmagîr, construit en 1007, situé à Gonbad-e Qabus

Les Ziyarides (ou Zeyarides) étaient une dynastie persane qui gouverna les provinces caspiennes de Gourgan et de Mazandaran de 927 à 1090 environ (région aussi appelée Tabaristan). Le fondateur de la dynastie était Mardâvij ben Ziyâr (de 927 à 935), qui profita d'une rébellion dans l’armée des Samanides d’Iran pour prendre le pouvoir dans le nord de Iran. Il agrandit rapidement son domaine et conquit les villes de Hamadan et Ispahan.
Une des choses les plus intéressantes de cette époque est que nous savons qu’Al-Biruni, le grand savant du Moyen Âge, fut soutenu par Qâbûs, le dirigeant de l’État ziyaride, en l’an 1000 à Gourgan. En effet, il a dédié son œuvre Chronologie à Qâbûs autour de l’an 1000 et a  observé des éclipses de lune de cet endroit.

Une autre caractéristique intéressante est la tour Gonbad-e Qâbûs qui a été construite à cette époque. Ce tombeau est l’un des monuments architecturaux les plus anciens comportant une inscription datée qui ait survécu dans l’Iran post-islamique. Cette inscription est la suivante : 

« Au nom de Dieu, le Clément, le Miséricordieux ; cette tour a été construite par l’émir Shams al-Ma`âlî, fils de l’émir, Qâbûs fils de Vushmagîr, qui ordonna sa construction de son vivant dans l’année lunaire 397 et l’année solaire 375 [1007 apr. J.-C.]. »

Le tombeau, construit en briques cuites, est un énorme cylindre coiffé d’un toit conique. Le plan circulaire, brisé par 10 saillies, est de 17 m de diamètre, et les parois sont épaisses de 5 m. La hauteur de la base au sommet est de 49 m. Selon la légende, le corps de Qâbûs était enfermé dans un cercueil de verre suspendu par des chaînes au dôme intérieur de la tour. 
L’histoire des derniers princes, vassaux des Ghaznévides, est très mal connue. Kay Kâ'ûs fut l’auteur du Qâbûs Nâmeh, ou Miroir des princes, en persan.

## Liste des émirs ziyarides
- 930-935 : Mardâvij
- 935-967 : Vushmagîr
- 967-978 : Bîsutûn
- 978-1012 : Qâbûs
- 1012-1030 : Manûchihr
- 1030-1049 : Anuchirvân
- 1049-1087 : Kay Kâ'ûs
- 1087-1090 : Gilân Shâh (en)

## Arbre généalogique
- Ziyâr
  - Mardâvij ben Ziyâr (927-935)
  - Zahîr ad-Dawla Vushmagîr (935-967)
    - Zahîr ad-Dawla Bîsutûn (967-978)
    - Chams al-Ma`âlî Qâbûs (978-1012)
      - Falak al-Ma`âlî Manûchihr (1012-1030)
        - Anuchirvân (1030-1049)

      - Dârâ (gouverneur des Ghaznévides dans le Tabaristan et le Gorgân, 1035-1049)

    - Iskandar
      - `Unsur al-Ma`âlî Kay Kâ'ûs (1049-1087?)
        - Gilân Shâh (en) (1087?-1090?)